# The Test of Donald Norton
The Test of Donald Norton è un film muto del 1926 diretto da B. Reeves Eason. La sceneggiatura si basa sul romanzo omonimo di Robert E. Pickerton pubblicato nel 1924.

## Produzione
Il film fu prodotto dalla Chadwick Pictures Corporation, una piccola compagnia di produzione e distribuzione attiva dal 1924 al 1933.

## Distribuzione
Distribuito dalla Chadwick Pictures Corporation, il film uscì nelle sale cinematografiche USA il 1º marzo 1926.
Esistono ancora copie della pellicola in 16 mm e in 8 mm. Il film è stato commercializzato in DVD dalla Grapevine Video.